# جيمس هوبر
جيمس هوبر (1790 بإنجلترا في المملكة المتحدة - ) (بالإنجليزية: J. Hopper)‏ هو لاعب كريكت بريطاني. لعب مع Kent county cricket teams ‏.

## وصلات خارجية
- جيمس هوبر على موقع إي آس بي آن كريك إنفو (الإنجليزية)